# Julia Kunze
Julia Kunze (* 1976 in Celle) ist eine deutsche Schauspielerin.

## Biografie
Julia Kunze ist die Tochter eines Kinderarztes und einer Biologin. Sie machte 1995 ihr Abitur an einem Münchener Gymnasium. Von 1997 bis 2001 studierte sie an der Bayerischen Theaterakademie August-Everding Schauspiel, wo sie unter anderem von Regine Lutz und Jochen Schölch unterrichtet wurde. Noch während ihres Studiums spielte sie im Cuvilliestheater und sammelte ihre ersten Dreherfahrungen mit Studentenfilmen, die an der HFF München und FH Ludwigsburg realisiert wurden, darunter auch der 2001 veröffentlichte Kurzfilm Freier Fall.
Nach ihrem Diplomabschluss an der Akademie, spielte sie von 2001 bis 2005 ihr erstes Engagement am Theater Hof. Sie debütierte dort als Franziska in Lessings Minna von Barnhelm unter der Regie von M. Blumenthal. Diese Produktion erhielt 2002 den Theaterpreis auf den Bayerischen Theatertagen in Erlangen. 2003 wurde die Produktion Gespenster von Ibsen, in der sie die Rolle der Regine spielte, mit dem Theaterpreis für Ensemble und Regie auf den Theatertagen in Hof ausgezeichnet.
Für die Spielzeit 2005–2006 war sie Mitglied des Ensembles des Staatstheaters Saarbrücken und spielte und sang unter anderem in 8 Frauen von Thomas unter der Regie von Nada Kokotović, in Männer von Wittenbrink.
Von 2006 bis 2008 spielte sie wieder am Theater Hof. Seit 2008 lebt sie wieder in ihrer Heimatstadt München und gastierte in der Reaktorhalle in München mit Stadt der Blinden nach Saramago in Moritz Schöneckers Regieabschlussarbeit. Außerdem gastierte sie seitdem am kleinen theater – Kammerspiele Landshut in Der Aussetzer von Hübner (Regie: K. Moreth) und in Pornographie von Stephens (Regie: S. Grunert).

## Filmografie
- 2001: Freier Fall
- 2009: Auf der Suche nach dem G.
- 2010: König der Herzen